# Atomaria fasciata
Atomaria fasciata là một loài bọ cánh cứng trong họ Cryptophagidae. Loài này được Kolenati miêu tả khoa học năm 1846.